# プブリウス・ウィッリウス・タップルス
プブリウス・ウィッリウス・タップルス（ラテン語: Publius Villius Tappulus、生没年不詳）は、紀元前3世紀後期から紀元前2世紀前半の共和政ローマの政務官。紀元前199年に執政官（コンスル）を務めた。

## 出自
タップルスはプレプス（平民）であるウィッリウス氏族の出身である。氏族の名前が記録に現れるのは紀元前449年であり、紀元前3世紀の終わりから紀元前2世紀の初めにかけて、ローマでも影響力のある氏族となった。パトリキであるクラウディウス氏族・セルウィリウス氏族との関係が示唆される。氏族の中で最も著名な人物で、唯一の執政官である。
カピトリヌスのファスティによれば、父も祖父もプラエノーメン（第一名、個人名）はティベリウスである。歴史学者は両者ともに同じコグノーメン（第三名、家族名）- タップルス - を持っていたと考えている。紀元前199年のプラエトル（法務官）ルキウス・ウィッリウス・タップルスは兄弟と思われる。

## 経歴
紀元前204年、プブリウス・アエリウス・パエトゥスと共にアエディリス・プレビス（平民按察官）に就任し、どちらかがスキピオ・アフリカヌスに対する調査に同行している。
翌紀元前203年、両者ともプラエトル（法務官）に就任した。タップルスはシキリア属州に派遣され、前任者のマルクス・ポンポニウス・マトのために現地の艦隊を指揮した。紀元前202年、第二次ポエニ戦争はまだ継続しており、タップルスは前法務官としてマトの任務を引き継ぎ、シキリア沿岸をカルタゴから防衛した。
紀元前201年、ローマに帰還。第二次ポエニ戦争が終了すると、翌紀元前200年にかけて、スキピオ・アフリカヌスのアフリカ遠征軍の退役兵士のためにアプリア（現在のプッリャ州）とサムニウムの土地を分配する十人委員会の一員となった。
紀元前199年、同僚のパトリキ（貴族）ルキウス・コルネリウス・レントゥルスと共に執政官に就任、マケドニア担当となった（第二次マケドニア戦争中）。
ピリッポス5世との戦争が始まってから2年目であったが、前年バルカン半島に派遣された執政官プブリウス・スルピキウス・ガルバ・マクシムスは、明確な勝利を得ることができなかった。そのガルバから軍を引き継いだが、元老院からその強化に関しては一任された。このためしばらくイタリアに留まり、任地に到着したのは夏の終わりであった。プルタルコスによれば、「ローマで1年を過ごし、公的業務をこなし、その後作戦を開始し、翌年もプロコンスル（前執政官）として軍を指揮する」ことを望んだ。
アポロニアで軍の指揮を執り始めて直ぐに、兵の反乱に直面した。2,000人の古参兵士が長期間イタリアを離れているとの理由で、退役を主張したのである。タップルスは、兵士たちが軍務に戻ったならば、後にこれを考慮するとして沈静化した。その後軍は冬営に入り、自身もケルキラ島で冬をすごした。春になると、ピリッポスはローマ軍の進路にあたる渓谷に防御線を敷いており、正面からの攻撃をかけるか迂回するかを決めねばならなかったが、決定前に新しい執政官ティトゥス・クィンクティウス・フラミニヌスがバルカン半島に上陸したとの報告が届いた。1世紀の歴史記録者ウァレリウス・アンティアス（en）は、タップルスがピリッポスを攻撃して完敗したとするが、ティトゥス・リウィウスが参照している記録の多くは、タップルスは軍の指揮をフラミニヌスに引渡し、軍事行動は行わなかったとしている。
紀元前197年、前任者のガルバ・マクシムスと共に、フラミニヌスのレガトゥス（副司令官）を務めると、翌紀元前196年、ピリッポスとの講和のための使節の一人となった。この条約でピリッポスの領土はマケドニアに限定され、全ギリシアは解放された。
第二次マケドニア戦争が終結した後も、ローマの東方外交で重要な役割を果たした。前196年、セレウコス朝シリアのアンティオコス3世とリシマキア湖（en）で会談し、翌紀元前195年、元同僚のパエトゥス、ガルバ・マクシムスと共に行動し、アンティオコスがヨーロッパへ侵攻したことをフラミニヌスに報告している。
紀元前193年、元同僚のパエトゥス、ガルバ・マクシムスと共に、アンティオコスへの大使として派遣された。アンティオコスは当時小アジアで戦っており、ローマからのギリシアに干渉しないという要求に対して回答を避けており、一行はまずアッタロス朝ペルガモンのエウメネス2世を訪れ、続いてエフェソスに向かったが、そこでタップルスはハンニバルと会談している。一行はアパメアでアンティオコスと会談し、続いてエフェソスでも会談が開かれたが得るものはなかった。結果としてシリアとの戦争は避けられないものとなった。
紀元前192年初め、ローマに帰還して状況を報告すると、フラミニヌス、グナエウス・セルウィリウス・カエピオらと共にギリシア諸都市を廻り、「同盟の精神を維持する」ことを確認した。その後のタップルスに関しての記録は無く、まもなく死去したものと思われる。

## 参考資料

### 古代の資料
- カピトリヌスのファスティ
- ティトゥス・リウィウス『ローマ建国史』
- プルタルコス『対比列伝』
- ポリュビオス『歴史』

### 研究書
- Shofman A. "The history of ancient Macedonia" - Kazan: Publishing house of the Kazan University, 1963.
- Broughton R. "Magistrates of the Roman Republic" - New York, 1951. - Vol. I. - P. 600.
- Münzer F. "Villius" // Paulys Realencyclopädie der classischen Altertumswissenschaft . - 1958. - Bd. VIII, 2. - Kol. 2160.
- Münzer F. "Villius 9" // Paulys Realencyclopädie der classischen Altertumswissenschaft . - 1958. - Bd. VIII, 2. - Kol. 2165-2166.
- Münzer F. "Villius 10" // Paulys Realencyclopädie der classischen Altertumswissenschaft . - 1958. - Bd. VIII, 2. - Kol. 2166-2171.

| 公職                                                                                | 公職                                                          | 公職                                                                                           |
| ----------------------------------------------------------------------------------- | ------------------------------------------------------------- | ---------------------------------------------------------------------------------------------- |
| 先代 プブリウス・スルピキウス・ガルバ・マクシムス II ガイウス・アウレリウス・コッタ | 執政官 同僚：ルキウス・コルネリウス・レントゥルス 紀元前199年 | 次代 ティトゥス・クィンクティウス・フラミニヌス セクストゥス・アエリウス・パエトゥス・カトゥス |